# L'Internazionale
L'Internazionale (francese L'Internationale) è la più famosa canzone socialista e comunista, considerata «l'inno dei lavoratori per eccellenza». Dalla fine del XIX secolo è stato adottato come inno dalla Seconda Internazionale, da non confondere con l'attuale Internazionale Socialista.

## Composizione
Le parole originali in francese furono scritte nel 1871 da Eugène Pottier per celebrare la Comune di Parigi.
Pierre de Geyter mise tali parole in musica nel 1888.
Prima di allora il testo veniva generalmente cantato sull'aria della Marsigliese.
Ne esistono anche versioni anarchiche, cantate sia sulla musica tradizionale, sia sulla Marsigliese.
L'Internazionale divenne l'inno del socialismo di ispirazione rivoluzionaria internazionale, come specifica il suo ritornello: C'est la lutte finale / groupons-nous et demain / l'Internationale / sera le genre humain ("È la lotta finale / Raggruppiamoci e domani / l'Internazionale / Sarà il genere umano").
Il testo è stato, da allora, tradotto in almeno 95 lingue o più; tradizionalmente è cantata col pugno alzato in segno di saluto.
In molte nazioni europee l'Internazionale fu illegale all'inizio del XX secolo a causa della sua immagine rivoluzionaria e delle sue liriche d'ispirazione insurrezionalista, sebbene, in passato come al giorno d'oggi, sia stata e sia invece usata anche da partiti e individui che intendevano ed intendono raggiungere il socialismo mediante una via democratica e non insurrezionalista.

## Testo
Di seguito l'originale, con una traduzione letterale in italiano (non in uso):
| Francese Debout, les damnés de la terre Debout, les forçats de la faim! La raison tonne en son cratère C'est l'éruption de la fin. Du passé faisons table rase Foules, esclaves, debout, debout Le monde va changer de base Nous ne sommes rien, soyons tout! C'est la lutte finale groupons-nous, et demain (bis) L'Internationale sera le genre humain Il n'est pas de sauveurs suprêmes Ni Dieu, ni César, ni tribun, Producteurs, sauvons-nous nous-mêmes Décrétons le salut commun Pour que le voleur rende gorge Pour tirer l'esprit du cachot Soufflons nous-mêmes notre forge Battons le fer quand il est chaud. C'est la lutte finale Groupons-nous, et demain (bis) L'Internationale Sera le genre humain L'état comprime et la loi triche L'impôt saigne le malheureux Nul devoir ne s'impose au riche Le droit du pauvre est un mot creux C'est assez, languir en tutelle L'égalité veut d'autres lois Pas de droits sans devoirs dit-elle Egaux, pas de devoirs sans droits. C'est la lutte finale Groupons-nous, et demain (bis) L'Internationale Sera le genre humain Hideux dans leur apothéose Les rois de la mine et du rail Ont-ils jamais fait autre chose Que dévaliser le travail Dans les coffres-forts de la bande Ce qu'il a crée s'est fondu En décrétant qu'on le lui rende Le peuple ne veut que son dû. C'est la lutte finale Groupons-nous, et demain (bis) L'Internationale Sera le genre humain Les rois nous saoulaient de fumées Paix entre nous, guerre aux tyrans Appliquons la grève aux armées Crosse en l'air, et rompons les rangs S'ils s'obstinent, ces cannibales A faire de nous des héros Ils sauront bientôt que nos balles Sont pour nos propres généraux. C'est la lutte finale Groupons-nous, et demain (bis) L'Internationale Sera le genre humain. Ouvriers, paysans, nous sommes Le grand parti des travailleurs La terre n'appartient qu'aux hommes L'oisif ira loger ailleurs Combien, de nos chairs se repaissent Mais si les corbeaux, les vautours Un de ces matins disparaissent Le soleil brillera toujours. C'est la lutte finale, Groupons-nous, et demain (bis) L'Internationale, Sera le genre humain. | Italiano In piedi, dannati della terra, In piedi, forzati della fame! La ragione tuona nel suo cratere, È l'eruzione finale. Del passato facciamo tabula rasa, Folle, schiavi, in piedi! In piedi! Il mondo sta cambiando radicalmente, Non siamo niente, saremo tutto! È la lotta finale, Uniamoci, e domani (bis) L'Internazionale sarà il genere umano. Non ci son supremi salvatori, Né Dio, né Cesare, né tribuno, Produttori, salviamoci noi stessi, Decretiamo la salvezza comune. Affinché il ladro renda il maltolto Affinché lo spirito sia liberato dalla sua prigione, Soffiamo nella forgia, noi stessi Battiamo il ferro quando è caldo! È la lotta finale, Uniamoci, e domani (bis) L'Internazionale sarà il genere umano. Lo stato opprime e la legge imbroglia, Le tasse dissanguano lo sventurato; Nessun dovere è imposto al ricco, Il diritto per i poveri è una parola vuota. Basta languir nella tutela! L'uguaglianza chiede altre leggi, Niente diritti senza doveri, dice, Uguali, nessun dovere senza diritti! È la lotta finale, Uniamoci, e domani (bis) L'Internazionale sarà il genere umano. Orrendi nella loro apoteosi I re della miniera e della ferrovia Mai hanno fatto altra cosa Che derubare il lavoro. Nelle casseforti della banda È stato fuso quel che s'è creato Decretando che gli si renda Il popolo non vuole che il dovuto. È la lotta finale, Uniamoci, e domani (bis) L'Internazionale sarà il genere umano. I re ci hanno ubriacato di fumo! Pace tra noi, guerra ai tiranni! Applichiamo lo sciopero alle armate, Cannone puntato in aria e rompiamo i ranghi! Se si ostinano, questi cannibali A far di noi degli eroi Sapranno presto che le nostre pallottole Son per i nostri generali! È la lotta finale, Uniamoci, e domani (bis) L'Internazionale sarà il genere umano. Operai contadini, noi siamo Il gran partito dei lavoratori, La terra non appartiene che agli uomini, Il fannullone sloggerà! Quanto si nutrono della nostra carne, Ma se i corvi e gli avvoltoi Un mattino scompariranno Il sole brillerà per sempre! È la lotta finale, Uniamoci, e domani (bis) L'Internazionale sarà il genere umano |

La terza strofa riecheggia i "tre ideali traditi" della Rivoluzione francese, un tema caro ai canti socialisti ottocenteschi e di inizio Novecento, in quanto il movimento operaio era visto come il prosecutore e il coronatore della lotta dei sanculotti.
La sua versione russa fu invece l'Inno Nazionale dell'U.R.S.S. dal 1917 al 1944, quando, sostituita dal nuovo Inno dell'Unione Sovietica (la musica che vinse il concorso è del generale Aleksandr Aleksandrov), L'Internazionale divenne l'inno di partito del Partito Comunista dell'Unione Sovietica. Fu inizialmente tradotta da Aron Koc (vero nome: Arkadij Jakovlevič Koc) nel 1902 e fu pubblicata a Londra da Жизнь (Žizn', Vita), rivista per immigrati russi. La prima versione russa era formata da tre strofe e il ritornello, poi fu estesa e rimaneggiata.
L'internazionale viene cantata da tutti coloro che si ispirano all'ideale socialista, quindi socialisti, comunisti (a seguito delle successive scissioni dai partiti socialisti negli anni '20 da coloro che fonderanno i partiti comunisti sull'allora frattura politica attorno alla rivoluzione d'ottobre) ma anche, attualmente più raramente, dai socialdemocratici. Fu anche il motivo cantato dagli studenti e dagli operai durante le proteste di Piazza Tiananmen nel 1989.
Nella fattoria degli animali di George Orwell l'autore prende ispirazione dall'inno per il motivo Beasts of England. Tra le varie versioni dell'inno vi è quella prodotta nel 1974 dal gruppo di rock progressivo italiano Area, e quella di Robert Wyatt pubblicata nel 1982 nella raccolta di autori vari Recommended Records Sampler.
Attualmente la musica dell'Internazionale è di pubblico dominio in Italia e in tutti i paesi in cui il diritto d'autore dura meno di 80 anni dalla morte dell'autore (in Italia dura 70 anni dalla morte dell'autore).

### Testo classico in italiano
La traduzione in italiano non è fedele all'originale e, all'inizio, fu criticata per questo. Nasce grazie a un concorso indetto nel 1901 dal giornale socialista satirico L'Asino, in cui vinse una versione firmata dallo sconosciuto E. Bergeret, probabilmente pseudonimo di Ettore Marroni, giornalista che usava appunto firmarsi "Bergeret" o "Ettore Bergeret" nei suoi articoli su Il Mattino di Napoli o La Stampa di Torino, oppure di Umberto Zanni, avvocato e collaboratore di "Rassegna popolare del socialismo". Questa è la versione cantata ancor oggi, seppur con piccole variazioni a seconda delle fonti. Benché non sia molto fedele all'originale francese è diventato col tempo la versione più conosciuta e cantata in Italia. A volte la terza e quarta strofa non vengono cantate per accorciare il canto, eseguito spesso prima di incontri, celebrazioni o congressi politici. Negli anni '70, il poeta Franco Fortini ne scrisse una versione leggermente più simile all'originale, ma poco conosciuta, cosicché è rimasto il testo di Bergeret il più famoso e diffuso in italiano.
La prima strofa è quella che si avvicina di più al testo francese, in particolare all'ultima strofa dell'originale.
L'ultimo verso dell'ultima strofa fa riferimento ancora una volta alla Rivoluzione Francese e in particolare al mese di Germinale, corrispondente nel calendario rivoluzionario francese al periodo dal 21 marzo al 19 aprile, l'inizio della primavera, simbolicamente la nascita della società proletaria, celebrata anche da Émile Zola nell'omonimo romanzo.
Compagni avanti, il gran Partito 

noi siamo dei lavoratori.

Rosso un fiore in petto c'è fiorito

una fede ci è nata in cuor.

Noi non siamo più nell'officina,

entro terra, dai campi, al mar

la plebe sempre all'opra china

Senza ideale in cui sperar.

Su, lottiamo! l'ideale

nostro alfine sarà

l'Internazionale

futura umanità!

Su, lottiamo! l'ideale

nostro al fine sarà

l'Internazionale

futura umanità!

Un gran stendardo al sol fiammante

dinanzi a noi glorioso va,

noi vogliam per esso giù infrante

le catene alla libertà!

Che giustizia venga noi chiediamo:

non più servi, non più signor;

fratelli tutti esser vogliamo

nella famiglia del lavor.

Su, lottiamo! l'ideale

nostro alfine sarà

l'Internazionale

futura umanità!

Su, lottiamo! l'ideale

nostro alfine sarà

l'Internazionale

futura umanità!

Lottiam, lottiam, la terra sia

di tutti eguale proprietà,

più nessuno nei campi dia

l'opra ad altri che in ozio sta.

E la macchina sia alleata

non nemica ai lavorator;

così la vita rinnovata

all'uom darà pace ed amor!

Su, lottiamo! l'ideale

nostro alfine sarà

l'Internazionale

futura umanità!

Su, lottiamo! l'ideale

nostro fine sarà

l'Internazionale

futura umanità!

Avanti, avanti, la vittoria

è nostra e nostro è l'avvenir;

più civile e giusta, la storia

un'altra era sta per aprir.

Largo a noi, all'alta battaglia

noi corriamo per l'Ideal:

via, largo, noi siam la canaglia

che lotta pel suo Germinal!

Su, lottiamo! l'ideale

nostro alfine sarà

l'Internazionale

futura umanità!

Su, lottiamo! l'ideale

nostro fine sarà

l'Internazionale

futura umanità!

## Riadattamento nazista
Il regime nazista, che aveva messo fuori legge le musiche del socialismo, individuò tuttavia nell'inno una potente forza suggestiva, e così si appropriò della canzone ma alterandone il testo. Anche il titolo fu riadattato in Hitlernazionale:
zum letzten Kampf sind wir bereit,

mit Blut woll'n wir das Banner weihen,

zum Zeichen einer neuen Zeit,

Volksgenossen, unser ist die Stunde,

das Banner weht bereits,

Auf weißem Feld auf rotem Grund

siamo pronti per la battaglia finale,

vogliamo consacrare il gonfalone col sangue,

quale segno di un tempo nuovo.

Compagni, l'ora è nostra,

già sventola la bandiera,

su campo bianco su sfondo rosso

con la nostra svastica nera.»
(Hitlernationale, prima strofa riadattata)